# Chester Bennington

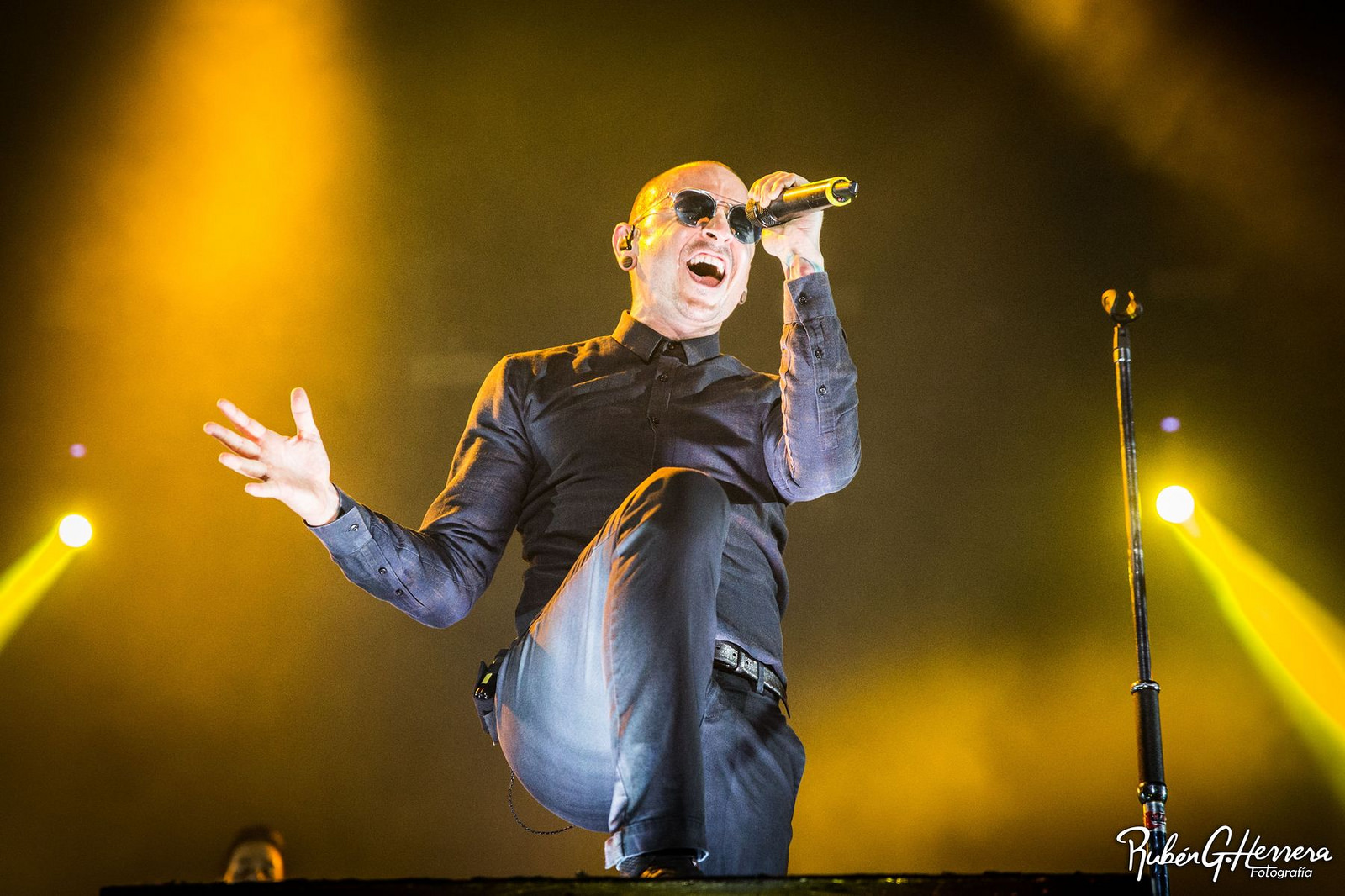
Chester Bennington, 2017

Chester Charles Bennington (* 20. März 1976 in Phoenix, Arizona; † 20. Juli 2017 in Palos Verdes Estates, Kalifornien) war ein US-amerikanischer Rock-Sänger der Bands Linkin Park, Dead by Sunrise, Stone Temple Pilots und Grey Daze.

## Leben

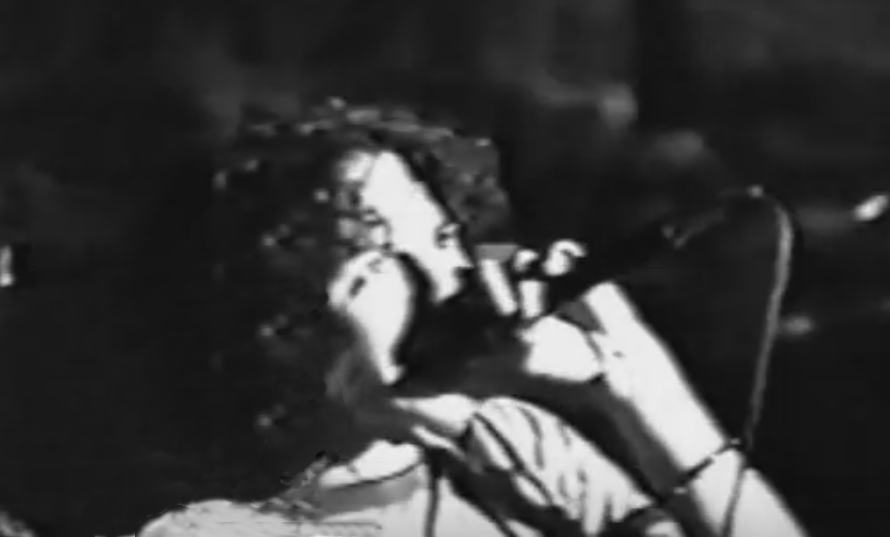
Chester Bennington, 1994

Chester Charles Bennington wurde 1976 in Phoenix als Sohn des Polizisten Lee Russell Bennington und der Krankenschwester Susan Elaine Johnson geboren und hatte einen dreizehn Jahre älteren Bruder sowie zwei Halbschwestern. Nach der Scheidung der Eltern im Jahr 1987 übernahm der Vater das Sorgerecht für ihn, kümmerte sich jedoch kaum um seinen Sohn; auch von seiner Mutter fühlte er sich im Stich gelassen. Ebenso sein älterer Bruder und seine Halbschwestern interessierten sich kaum für ihn.
Das gestörte Verhältnis, das Bennington so zu seiner Familie entwickelte, gipfelte in dem Gedanken, seine Familienmitglieder zu töten und wegzulaufen. Im Kindes- und Jugendalter war er zudem sexuellem Missbrauch durch einen älteren Freund ausgesetzt, der nach seinem Bekunden im Alter von sieben oder acht Jahren begonnen hatte und erst endete, als er 13 Jahre alt geworden war. Aus Scham und Angst davor, als homosexuell verspottet oder als Lügner verurteilt zu werden, habe Bennington sich erst spät jemandem anvertraut. In seiner Schulzeit wurde Bennington außerdem von seinen Mitschülern gemobbt.
Mit einer stark ausgeprägten Kreativität malte er Bilder zu seinen Erlebnissen und schrieb Lieder und Gedichte, in denen er seine Gefühle beschrieb. Bennington träumte davon, Musiker zu werden. Zu seinen Vorbildern gehörten Bands wie Depeche Mode, von der er sich vorstellte, das fünfte Bandmitglied zu sein, und die Stone Temple Pilots, deren Mitglied er von 2013 bis 2015 war. Mit seinem Jugendfreund Sean Dowdell gründete er 1993 die Band Sean Dowdell and his Friends?. Schon davor nahm er Drogen und trank große Mengen Alkohol, um so seine traumatischen Kindheits- und Jugenderlebnisse zu bewältigen. Das Spektrum der konsumierten Drogen reichte von LSD über Opiate und Benzodiazepine bis hin zu Kokain und Crystal Meth. Rasch wurde er von ihnen abhängig. 1994 zog er zurück zu seiner Mutter und wechselte von der Greenway High School an die Washington High School. Trotz des Drogenmissbrauchs machte er dort 1994 seinen Schulabschluss.
Im Anschluss arbeitete er bei einem Immobilienunternehmen und bei der Restaurantkette Burger King, um seine Drogensucht zu finanzieren. Im Alter von 18 Jahren wurde er von einem Gericht zu Sozialstunden verurteilt und von seiner Mutter wurde ihm Hausarrest auferlegt, als diese seine Drogensucht bemerkte.
Zusammen mit Sean Dowdell gründete er 1995 ein Tattoo-Studio in Phoenix und baute in den Folgejahren eine Tattoo-Studiokette auf. Bennington hatte in dieser Zeit eine Beziehung mit Elka Brand. Ihr gemeinsamer Sohn kam 1996 zur Welt. Auch nach dem Ende der Beziehung blieben sie freundschaftlich verbunden, so dass er auch Brands Sohn aus einer früheren Beziehung adoptierte. Seine erste Frau Samantha Olit heiratete er am 31. Oktober 1996. Aufgrund begrenzter finanzieller Mittel ließen Bennington und Olit ihre Ringfinger tätowieren, statt Eheringe zu kaufen.
Der Erfolg von Benningtons und Dowdells Band, die inzwischen Grey Daze hieß, war eher bescheiden. Nach zwei Alben kam im Jahr 1998 das Aus. Im März 1999 erhielt Bennington einen Anruf von Jeff Blue, einem ehemaligen Manager von Zomba Music. Blue betreute zu diesem Zeitpunkt die Band Xero, die auf der Suche nach einem neuen Sänger war. Blue bat Bennington, seinen Gesang über Xero-Demos einzusingen. Innerhalb von drei Tagen stellte Bennington sämtliche Demos fertig. Anschließend spielte er Blue die Demos via Telefon vor und wurde danach nach Augora Hills zu Xero eingeladen. Nach einer Bewerbungs-Musiksession fand Xero in Bennington einen neuen Sänger. Darauf nannte sich die Band Hybrid Theory. Im Mai 1999 wurde in Eigenregie die erste EP veröffentlicht, die sich jedoch nicht gut verkaufte. Schließlich fand die Band mit Hilfe von Jeff Blue, der dort inzwischen Vize-Präsident war, in Warner Music Group einen Verleger und veröffentlichte unter dem Namen Linkin Park im Oktober 2000 das erste Album, das sich über 24 Millionen Mal verkaufte.
Trotz des musikalischen Erfolgs mit Linkin Park fühlte sich Bennington in der Anfangszeit der Band nicht zugehörig und intensivierte den Konsum von Alkohol und Marihuana. In den beiden Folgejahren fühlte er sich durchgehend krank und suchte häufig das Krankenhaus auf. Seine Beziehung mit Samantha Olit zerbrach an den Folgen und endete mit der Scheidung im Jahr 2005. Im Dezember 2005 heiratete er Talinda Bentley. Aus beiden Ehen und seiner früheren Beziehung gingen insgesamt sechs Kinder hervor. Seinen Alkoholmissbrauch bekam Bennington nach eigenen Angaben damals unter Kontrolle.
Um die Band Linkin Park mit seinen persönlichen Problemen nicht weiter zu belasten, gründete Bennington zusammen mit Mitgliedern von Julien-K 2005 ein Soloprojekt, das unter dem Namen Snow White Tan firmierte. Aus diesem Soloprojekt entstand die Band Dead by Sunrise, die für die Veröffentlichung ihres Debütalbums länger als erwartet benötigte, sodass es erst im Herbst 2009 veröffentlicht wurde. Inzwischen hatte Bennington die Verarbeitung von Erlebnissen aus seinem Leben in Songs für Linkin Park beendet, was zu einer unter Fans kontrovers diskutierten Stiländerung ihrer Musik beitrug.
Am 19. Mai 2013 trat Bennington als Überraschungsgast bei einem Konzert der Stone Temple Pilots auf, die am 28. Februar die Trennung von ihrem Sänger Scott Weiland bekanntgegeben hatten. Der dort vorgestellte neue Song Out of Time wurde am nächsten Tag auf der Website zum Download freigegeben. Daraufhin wurde bestätigt, dass Bennington Weiland als Leadsänger dauerhaft ersetzen werde, und ein neues Album mit Tour in Aussicht gestellt. Laut Bennington hatte sein Einstieg bei den Stone Temple Pilots jedoch keine Auswirkung auf seinen Verbleib bei Linkin Park, die zur selben Zeit ebenfalls an neuem Songmaterial arbeiteten: Er werde künftig als Leadsänger beider Bands fungieren. Die erste und letzte EP der Stone Temple Pilots mit Bennington als Leadsänger, High Rise, erschien am 8. Oktober 2013. Anfang November 2015 verließ Bennington die Band wieder. Sowohl er als auch die Band erklärten, die Trennung sei einvernehmlich erfolgt. Bennington gab Termine mit Linkin Park und familiäre Gründe an, die eine Fortführung seiner Funktion als Sänger von STP nicht zuließen.

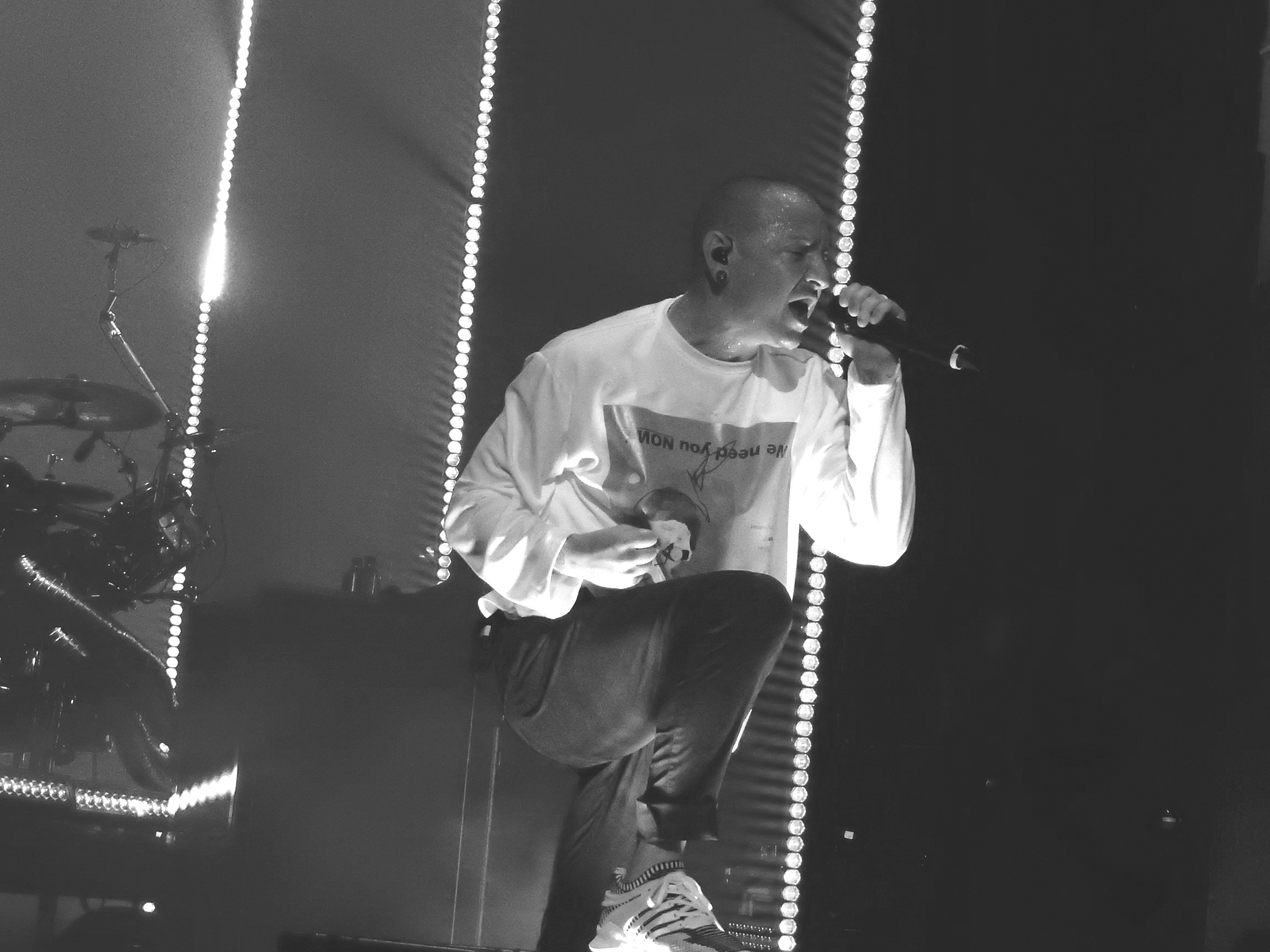
Chester Bennington bei einem Auftritt im Juli 2017, etwa zwei Wochen vor seinem Tod

Bennington war eng mit Chris Cornell befreundet, der sich im Mai 2017 selbst getötet und bei dessen Beisetzung er gesungen hatte. Am 20. Juli 2017, dem Geburtstag Cornells, wurde Bennington im Alter von 41 Jahren in seiner Villa in Palos Verdes Estates ebenfalls nach Suizid tot aufgefunden. Er wurde in der Nähe von Los Angeles beigesetzt.

## Musik

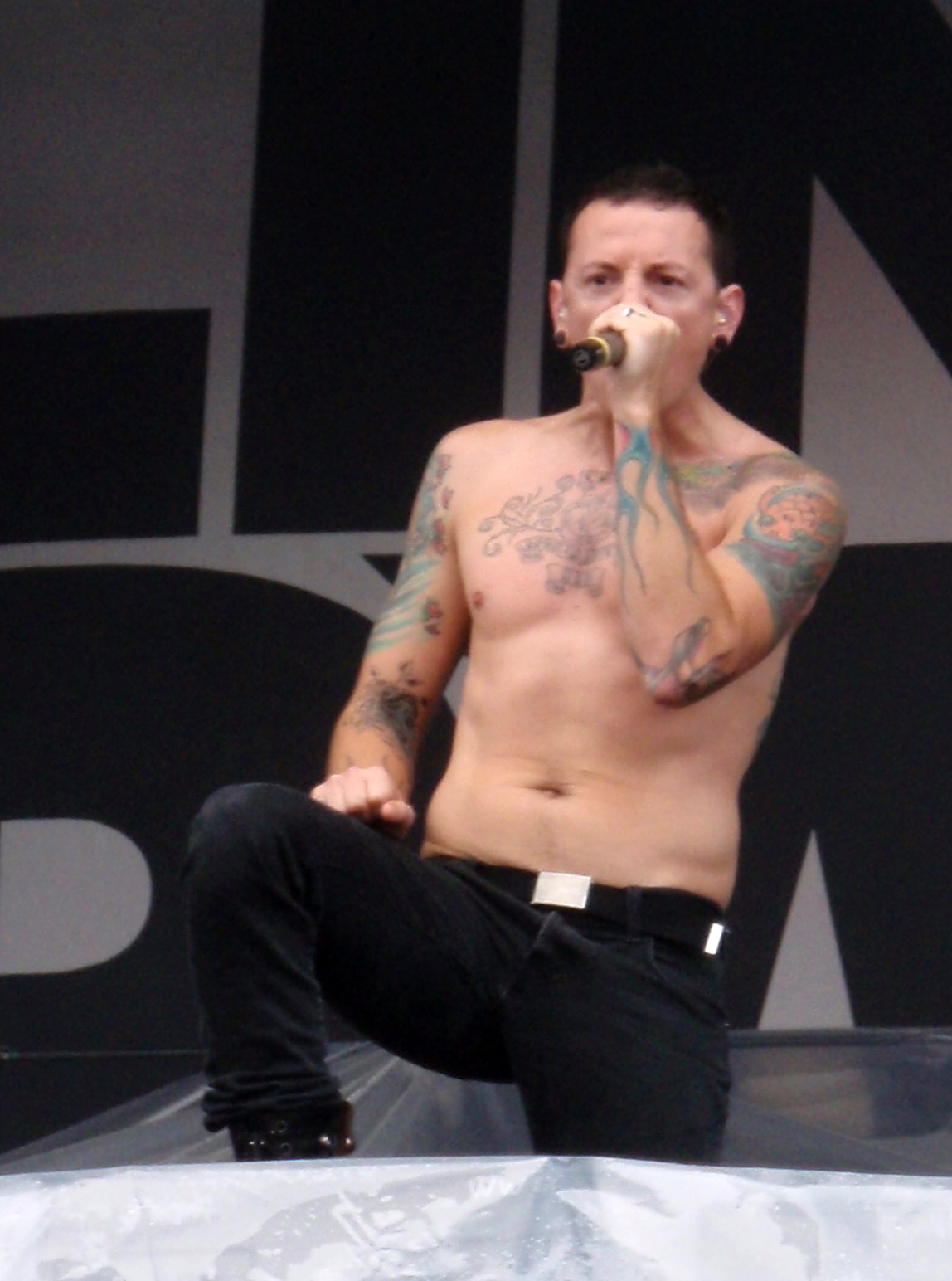
Chester Bennington, 2009

Bennington spielte Gitarre und Klavier; zudem sang er. Zu seinen Lieblingsbands zählten Depeche Mode, Arcade Fire, The Naked & Famous, Deftones, Descendents, Alice in Chains, Soundgarden, Skinny Puppy, Metallica, Nine Inch Nails, Nirvana und die Stone Temple Pilots. Er wirkte bei weiteren Musikprojekten mit, so sang er bei den 2006 Grammy Awards zusammen mit Paul McCartney und Jay-Z das Lied Yesterday.

## Diskografie
mit Linkin Park
- 2000: Hybrid Theory
- 2003: Meteora
- 2007: Minutes to Midnight
- 2010: A Thousand Suns
- 2012: Living Things
- 2014: The Hunting Party
- 2017: One More Light

mit Grey Daze
Sonstige
- 2009: Out of Ashes (Dead by Sunrise, Studioalbum)
- 2013: High Rise (Stone Temple Pilots, EP)
- 2014: Mall (Music from the Motion Picture) (mit Dave Farrell, Joe Hahn, Mike Shinoda & Alec Puro, Soundtrack)

Mitwirkung bei anderen Musikprojekten
- 2001: Stone Temple Pilots feat. Chester Bennington – Wonderful (auf The Family Values 2001 Tour)
- 2002: Chester Bennington – System (auf Königin der Verdammten OST)
- 2002: Cyclefly feat. Chester Bennington – Karma Killer (auf Crave)
- 2002: DJ Lethal feat. Chester Bennington – State of the Art
- 2004: Handsome Boy Modeling School feat. Chester Bennington & Mike Shinoda – Rock ’N’ Roll (Could Never Hip-Hop Like This) Part 2 (auf White People)
- 2005: Z-Trip feat. Chester Bennington – Walking Dead (auf Shifting Gears)
- 2005: Mötley Crüe feat. Chester Bennington – Home Sweet Home (Remake)
- 2006: Chester Bennington vs. Julien-K – Morning After (auf Underworld: Evolution OST) 1
- 2007: Young Buck feat. Chester Bennington – Slow Ya Role (auf Buck the World)
- 2010: Carlos Santana feat. Chester Bennington & Ray Manzarek – Riders on the Storm (The-Doors-Cover; auf Guitar Heaven: The Greatest Guitar Classics of All Time)
- 2019: Mark Morton feat. Chester Bennington – Cross Off (auf Anesthetic) 2

## Filmauftritte
Bennington hatte einen Auftritt im Film Crank (2006). Dort verkörperte er die Figur des Angestellten in einer Apotheke. Auch in der Fortsetzung Crank 2: High Voltage aus dem Jahr 2009 hatte er einen kurzen Auftritt; er war darin als Zuschauer eines Pferderennens zu sehen. 2010 spielte Bennington eine Nebenrolle in dem Film Saw 3D – Vollendung, in dem er „Evan“, das Opfer eines Jigsaw-Mordes, darstellte.